# Los Lagos
Los Lagos é uma comuna da Província de Valdivia e da Região de Los Rios (XIV Región), Chile.

## Localização
A comuna localiza-se no centro da região, a 50 km de Valdivia, e a 834 km de Santiago pela Ruta 5-CH.
A cidade de Los Lagos é cortada pelos rios San Pedro e Collilelfu, sendo o primeiro o desague natural do lago Riñihue, o último do complexo lacustre binacional (Chile-Argentina) denominado "Siete Lagos".
A superfície da comuna é de 1.791,2 km² e seus limites são os seguintes:
- Norte: Comunas de Máfil e Panguipulli, por meio dos rios San Pedro e Calle-Calle, Máfil, estero Pilpio, rio Iñaque, estero Folilco, rio San Pedro, Enco y Blanco até o vulcão Mocho-Choshuenco.
- Sul: Comunas de Futrono e Paillaco, por meio do estero Belén, rio Collilelfu, estero El Trébol, rio Pichico, estero Huite, rios Trafún y Remehue, e cumes da cordilheira negra até o vulcão Mocho.
- Leste: Comunas de Futrono e Panguipulli em um ponto no vulcão Mocho.
- Oeste: Comuna de Valdivia, por meio do estero Cuiculelfu e os cumes de Huichahue.

## Vias de acesso
A principal via de acesso à comuna é a Ruta 5 Sur, que dá acesso às comunas de Máfil (ao norte) e Paillaco (ao sul). A conexão com Valdivia, capital regional, se realiza seguindo a ruta 5 até Máfil, e em seguida a ruta 205. Uma alternativa é seguir a ruta 5 até Paillaco, e tomar a ruta 207. Também se pode chegar a Valdivia por um caminho que margeia o río Calle-Calle, passando por Antilhue; cabe ressaltar que, esta via é de rípio (cascalho) e se encontra em regular estado.
A leste de Los Lagos se bifurcam duas rodovias, uma em direção a Riñihue, com uma extensão de 38 km, e outra com destino a Panguipulli (56 km).
De Los Lagos, as distâncias aproximadas até as principais localidades da comuna são: Antilhue 16 km; Folilco 15 km; Riñihue 34 km.
O acesso à zona rural se caracteriza pela presença de estradas de cascalho em estado regular.

## Economia
As principais fontes econômicas são as atividades agrícola, pecuária e florestal, contando com empresas processadoras tanto de lácteos como de madeiras. A ampla presença de picos, rios, lagos e florestas fazem com que atualmente a atividade turística seja uma nova atividade de desenvolvimento da comuna, principalmente ligado a atividades como o rafting e camping, aproveitando as corredeiras do rio San Pedro e as praias do lago Riñihue.

## Localidades
Uma das características da comuna é a grande quantidade de localidades rurais que a compõe, formando alguns pequenos povoados ou casarios, entre os que se destacam Folilco, Antilhue e Riñihue. Os dois últimos contam com policiamento permanente dos Carabineros.